# Plesitomoxia
Plesitomoxia là một chi bọ cánh cứng trong họ Mordellidae.
Chi này được miêu tả khoa học năm 1955 bởi Ermisch.

## Các loài
Chi này gồm các loài:
- Plesitomoxia atra Ermisch, 1962
- Plesitomoxia congoana Ermisch, 1967
- Plesitomoxia sericea Franciscolo, 1965
- Plesitomoxia sudanensis Ermisch, 1968